# Diócesis de Baroda
La diócesis de Baroda (en latín: Dioecesis Barodensis y en inglés: Roman Catholic Diocese of Baroda) es una circunscripción eclesiástica de la Iglesia católica en India. Se trata de una diócesis latina, sufragánea de la arquidiócesis de Gandhinagar. Desde el 31 de diciembre de 2022 su obispo es Sebastião Mascarenhas, de la Sociedad de los Misioneros de San Francisco Javier.

## Territorio y organización
La diócesis tiene 40 365 km² y extiende su jurisdicción sobre los fieles católicos de rito latino residentes en el estado de Guyarat en los distritos de: Vadodara, Godhra, Dahod, Bharuch, Narmada, Surat, Navsari, Valsad y Dangs.
La sede de la diócesis se encuentra en la ciudad de Vadodara (llamada Baroda hasta 1974), en donde se halla la Catedral de Nuestra Señora del Rosario.
En 2020 en la diócesis existían 48 parroquias.

## Historia
La diócesis fue erigida el 29 de septiembre de 1966 con la bula Christi Regnum del papa Pablo VI, obteniendo el territorio de la arquidiócesis de Bombay, de la que originalmente era sufragánea.
El 11 de octubre de 2002 pasó a formar parte de la provincia eclesiástica de la arquidiócesis de Gandhinagar.

## Estadísticas
Según el Anuario Pontificio 2021 la diócesis tenía a fines de 2020 un total de 99 000 fieles bautizados.
| Año                                                                             | Población            | Población  | Población      | Sacerdotes | Sacerdotes    | Sacerdotes    | Bautizados por sacerdote | Diáconos permanentes | Religiosos | Religiosos | Parroquias |
| Año                                                                             | Bautizados católicos | Total      | % de católicos | Total      | Clero secular | Clero regular | Bautizados por sacerdote | Diáconos permanentes | Varones    | Mujeres    | Parroquias |
| ------------------------------------------------------------------------------- | -------------------- | ---------- | -------------- | ---------- | ------------- | ------------- | ------------------------ | -------------------- | ---------- | ---------- | ---------- |
| 1970                                                                            | 8568                 | 6 411 432  | 0.1            | 34         | 9             | 25            | 252                      |                      | 34         | 100        | 8          |
| 1980                                                                            | 24 144               | 10 500 000 | 0.2            | 62         | 10            | 52            | 389                      |                      | 66         | 166        | 26         |
| 1990                                                                            | 45 186               | 12 827 000 | 0.4            | 96         | 21            | 75            | 470                      |                      | 94         | 272        | 35         |
| 1999                                                                            | 67 784               | 15 710 824 | 0.4            | 117        | 34            | 83            | 579                      |                      | 94         | 267        | 36         |
| 2000                                                                            | 75 000               | 15 729 345 | 0.5            | 149        | 33            | 116           | 503                      |                      | 128        | 268        | 35         |
| 2001                                                                            | 75 000               | 15 876 430 | 0.5            | 145        | 41            | 104           | 517                      |                      | 121        | 270        | 35         |
| 2002                                                                            | 75 500               | 15 978 440 | 0.5            | 151        | 41            | 110           | 500                      |                      | 124        | 265        | 35         |
| 2003                                                                            | 75 505               | 16 370 452 | 0.5            | 150        | 44            | 106           | 503                      |                      | 125        | 337        | 40         |
| 2004                                                                            | 76 460               | 16 859 423 | 0.5            | 143        | 33            | 110           | 534                      |                      | 128        | 339        | 41         |
| 2006                                                                            | 83 250               | 16 465 000 | 0.5            | 156        | 36            | 120           | 533                      |                      | 135        | 315        | 41         |
| 2012                                                                            | 92 051               | 17 857 000 | 0.5            | 232        | 44            | 188           | 396                      |                      | 248        | 358        | 44         |
| 2015                                                                            | 94 859               | 22 120 000 | 0.4            | 182        | 43            | 139           | 521                      |                      | 165        | 347        | 49         |
| 2018                                                                            | 98 070               | 22 949 730 | 0.4            | 192        | 45            | 147           | 510                      |                      | 164        | 296        | 47         |
| 2020                                                                            | 99 000               | 24 051 000 | 0.4            | 194        | 45            | 149           | 510                      |                      | 166        | 296        | 48         |
| Fuente: Catholic-Hierarchy, que a su vez toma los datos del Anuario Pontificio. |                      |            |                |            |               |               |                          |                      |            |            |            |

## Episcopologio
- Ignatius Salvador D'Souza, S.I. † (29 de septiembre de 1966-19 de enero de 1986 falleció)
- Francis Leo Braganza, S.I. † (27 de abril de 1987-29 de agosto de 1997 retirado)
- Godfrey de Rozario, S.I. (29 de agosto de 1997-18 de diciembre de 2021 retirado)[nota 1]
- Sebastião Mascarenhas, S.F.X., desde el 31 de diciembre de 2022